# Pep Ventura (stacja metra)
Pep Ventura – stacja linii 2 metra w Barcelonie. Stacja została otwarta w 1985.